# Escac
|  | Aquest article tracta sobre el terme escaquístic. Si cerqueu l'escola de cinema, vegeu «ESCAC». |

|   | a | b | c | d | e | f | g | h |   |
| 8 | b7 black circle · c7 black cross · d7 black circle · b6 black circle · c6 negres rei · d6 black circle · b5 black circle · c5 white circle · d5 black circle · c4 white circle · c3 white circle · c2 blanques torre · e1 blanques rei | b7 black circle · c7 black cross · d7 black circle · b6 black circle · c6 negres rei · d6 black circle · b5 black circle · c5 white circle · d5 black circle · c4 white circle · c3 white circle · c2 blanques torre · e1 blanques rei | b7 black circle · c7 black cross · d7 black circle · b6 black circle · c6 negres rei · d6 black circle · b5 black circle · c5 white circle · d5 black circle · c4 white circle · c3 white circle · c2 blanques torre · e1 blanques rei | b7 black circle · c7 black cross · d7 black circle · b6 black circle · c6 negres rei · d6 black circle · b5 black circle · c5 white circle · d5 black circle · c4 white circle · c3 white circle · c2 blanques torre · e1 blanques rei | b7 black circle · c7 black cross · d7 black circle · b6 black circle · c6 negres rei · d6 black circle · b5 black circle · c5 white circle · d5 black circle · c4 white circle · c3 white circle · c2 blanques torre · e1 blanques rei | b7 black circle · c7 black cross · d7 black circle · b6 black circle · c6 negres rei · d6 black circle · b5 black circle · c5 white circle · d5 black circle · c4 white circle · c3 white circle · c2 blanques torre · e1 blanques rei | b7 black circle · c7 black cross · d7 black circle · b6 black circle · c6 negres rei · d6 black circle · b5 black circle · c5 white circle · d5 black circle · c4 white circle · c3 white circle · c2 blanques torre · e1 blanques rei | b7 black circle · c7 black cross · d7 black circle · b6 black circle · c6 negres rei · d6 black circle · b5 black circle · c5 white circle · d5 black circle · c4 white circle · c3 white circle · c2 blanques torre · e1 blanques rei | 8 |
| 7 | b7 black circle · c7 black cross · d7 black circle · b6 black circle · c6 negres rei · d6 black circle · b5 black circle · c5 white circle · d5 black circle · c4 white circle · c3 white circle · c2 blanques torre · e1 blanques rei | b7 black circle · c7 black cross · d7 black circle · b6 black circle · c6 negres rei · d6 black circle · b5 black circle · c5 white circle · d5 black circle · c4 white circle · c3 white circle · c2 blanques torre · e1 blanques rei | b7 black circle · c7 black cross · d7 black circle · b6 black circle · c6 negres rei · d6 black circle · b5 black circle · c5 white circle · d5 black circle · c4 white circle · c3 white circle · c2 blanques torre · e1 blanques rei | b7 black circle · c7 black cross · d7 black circle · b6 black circle · c6 negres rei · d6 black circle · b5 black circle · c5 white circle · d5 black circle · c4 white circle · c3 white circle · c2 blanques torre · e1 blanques rei | b7 black circle · c7 black cross · d7 black circle · b6 black circle · c6 negres rei · d6 black circle · b5 black circle · c5 white circle · d5 black circle · c4 white circle · c3 white circle · c2 blanques torre · e1 blanques rei | b7 black circle · c7 black cross · d7 black circle · b6 black circle · c6 negres rei · d6 black circle · b5 black circle · c5 white circle · d5 black circle · c4 white circle · c3 white circle · c2 blanques torre · e1 blanques rei | b7 black circle · c7 black cross · d7 black circle · b6 black circle · c6 negres rei · d6 black circle · b5 black circle · c5 white circle · d5 black circle · c4 white circle · c3 white circle · c2 blanques torre · e1 blanques rei | b7 black circle · c7 black cross · d7 black circle · b6 black circle · c6 negres rei · d6 black circle · b5 black circle · c5 white circle · d5 black circle · c4 white circle · c3 white circle · c2 blanques torre · e1 blanques rei | 7 |
| 6 | b7 black circle · c7 black cross · d7 black circle · b6 black circle · c6 negres rei · d6 black circle · b5 black circle · c5 white circle · d5 black circle · c4 white circle · c3 white circle · c2 blanques torre · e1 blanques rei | b7 black circle · c7 black cross · d7 black circle · b6 black circle · c6 negres rei · d6 black circle · b5 black circle · c5 white circle · d5 black circle · c4 white circle · c3 white circle · c2 blanques torre · e1 blanques rei | b7 black circle · c7 black cross · d7 black circle · b6 black circle · c6 negres rei · d6 black circle · b5 black circle · c5 white circle · d5 black circle · c4 white circle · c3 white circle · c2 blanques torre · e1 blanques rei | b7 black circle · c7 black cross · d7 black circle · b6 black circle · c6 negres rei · d6 black circle · b5 black circle · c5 white circle · d5 black circle · c4 white circle · c3 white circle · c2 blanques torre · e1 blanques rei | b7 black circle · c7 black cross · d7 black circle · b6 black circle · c6 negres rei · d6 black circle · b5 black circle · c5 white circle · d5 black circle · c4 white circle · c3 white circle · c2 blanques torre · e1 blanques rei | b7 black circle · c7 black cross · d7 black circle · b6 black circle · c6 negres rei · d6 black circle · b5 black circle · c5 white circle · d5 black circle · c4 white circle · c3 white circle · c2 blanques torre · e1 blanques rei | b7 black circle · c7 black cross · d7 black circle · b6 black circle · c6 negres rei · d6 black circle · b5 black circle · c5 white circle · d5 black circle · c4 white circle · c3 white circle · c2 blanques torre · e1 blanques rei | b7 black circle · c7 black cross · d7 black circle · b6 black circle · c6 negres rei · d6 black circle · b5 black circle · c5 white circle · d5 black circle · c4 white circle · c3 white circle · c2 blanques torre · e1 blanques rei | 6 |
| 5 | b7 black circle · c7 black cross · d7 black circle · b6 black circle · c6 negres rei · d6 black circle · b5 black circle · c5 white circle · d5 black circle · c4 white circle · c3 white circle · c2 blanques torre · e1 blanques rei | b7 black circle · c7 black cross · d7 black circle · b6 black circle · c6 negres rei · d6 black circle · b5 black circle · c5 white circle · d5 black circle · c4 white circle · c3 white circle · c2 blanques torre · e1 blanques rei | b7 black circle · c7 black cross · d7 black circle · b6 black circle · c6 negres rei · d6 black circle · b5 black circle · c5 white circle · d5 black circle · c4 white circle · c3 white circle · c2 blanques torre · e1 blanques rei | b7 black circle · c7 black cross · d7 black circle · b6 black circle · c6 negres rei · d6 black circle · b5 black circle · c5 white circle · d5 black circle · c4 white circle · c3 white circle · c2 blanques torre · e1 blanques rei | b7 black circle · c7 black cross · d7 black circle · b6 black circle · c6 negres rei · d6 black circle · b5 black circle · c5 white circle · d5 black circle · c4 white circle · c3 white circle · c2 blanques torre · e1 blanques rei | b7 black circle · c7 black cross · d7 black circle · b6 black circle · c6 negres rei · d6 black circle · b5 black circle · c5 white circle · d5 black circle · c4 white circle · c3 white circle · c2 blanques torre · e1 blanques rei | b7 black circle · c7 black cross · d7 black circle · b6 black circle · c6 negres rei · d6 black circle · b5 black circle · c5 white circle · d5 black circle · c4 white circle · c3 white circle · c2 blanques torre · e1 blanques rei | b7 black circle · c7 black cross · d7 black circle · b6 black circle · c6 negres rei · d6 black circle · b5 black circle · c5 white circle · d5 black circle · c4 white circle · c3 white circle · c2 blanques torre · e1 blanques rei | 5 |
| 4 | b7 black circle · c7 black cross · d7 black circle · b6 black circle · c6 negres rei · d6 black circle · b5 black circle · c5 white circle · d5 black circle · c4 white circle · c3 white circle · c2 blanques torre · e1 blanques rei | b7 black circle · c7 black cross · d7 black circle · b6 black circle · c6 negres rei · d6 black circle · b5 black circle · c5 white circle · d5 black circle · c4 white circle · c3 white circle · c2 blanques torre · e1 blanques rei | b7 black circle · c7 black cross · d7 black circle · b6 black circle · c6 negres rei · d6 black circle · b5 black circle · c5 white circle · d5 black circle · c4 white circle · c3 white circle · c2 blanques torre · e1 blanques rei | b7 black circle · c7 black cross · d7 black circle · b6 black circle · c6 negres rei · d6 black circle · b5 black circle · c5 white circle · d5 black circle · c4 white circle · c3 white circle · c2 blanques torre · e1 blanques rei | b7 black circle · c7 black cross · d7 black circle · b6 black circle · c6 negres rei · d6 black circle · b5 black circle · c5 white circle · d5 black circle · c4 white circle · c3 white circle · c2 blanques torre · e1 blanques rei | b7 black circle · c7 black cross · d7 black circle · b6 black circle · c6 negres rei · d6 black circle · b5 black circle · c5 white circle · d5 black circle · c4 white circle · c3 white circle · c2 blanques torre · e1 blanques rei | b7 black circle · c7 black cross · d7 black circle · b6 black circle · c6 negres rei · d6 black circle · b5 black circle · c5 white circle · d5 black circle · c4 white circle · c3 white circle · c2 blanques torre · e1 blanques rei | b7 black circle · c7 black cross · d7 black circle · b6 black circle · c6 negres rei · d6 black circle · b5 black circle · c5 white circle · d5 black circle · c4 white circle · c3 white circle · c2 blanques torre · e1 blanques rei | 4 |
| 3 | b7 black circle · c7 black cross · d7 black circle · b6 black circle · c6 negres rei · d6 black circle · b5 black circle · c5 white circle · d5 black circle · c4 white circle · c3 white circle · c2 blanques torre · e1 blanques rei | b7 black circle · c7 black cross · d7 black circle · b6 black circle · c6 negres rei · d6 black circle · b5 black circle · c5 white circle · d5 black circle · c4 white circle · c3 white circle · c2 blanques torre · e1 blanques rei | b7 black circle · c7 black cross · d7 black circle · b6 black circle · c6 negres rei · d6 black circle · b5 black circle · c5 white circle · d5 black circle · c4 white circle · c3 white circle · c2 blanques torre · e1 blanques rei | b7 black circle · c7 black cross · d7 black circle · b6 black circle · c6 negres rei · d6 black circle · b5 black circle · c5 white circle · d5 black circle · c4 white circle · c3 white circle · c2 blanques torre · e1 blanques rei | b7 black circle · c7 black cross · d7 black circle · b6 black circle · c6 negres rei · d6 black circle · b5 black circle · c5 white circle · d5 black circle · c4 white circle · c3 white circle · c2 blanques torre · e1 blanques rei | b7 black circle · c7 black cross · d7 black circle · b6 black circle · c6 negres rei · d6 black circle · b5 black circle · c5 white circle · d5 black circle · c4 white circle · c3 white circle · c2 blanques torre · e1 blanques rei | b7 black circle · c7 black cross · d7 black circle · b6 black circle · c6 negres rei · d6 black circle · b5 black circle · c5 white circle · d5 black circle · c4 white circle · c3 white circle · c2 blanques torre · e1 blanques rei | b7 black circle · c7 black cross · d7 black circle · b6 black circle · c6 negres rei · d6 black circle · b5 black circle · c5 white circle · d5 black circle · c4 white circle · c3 white circle · c2 blanques torre · e1 blanques rei | 3 |
| 2 | b7 black circle · c7 black cross · d7 black circle · b6 black circle · c6 negres rei · d6 black circle · b5 black circle · c5 white circle · d5 black circle · c4 white circle · c3 white circle · c2 blanques torre · e1 blanques rei | b7 black circle · c7 black cross · d7 black circle · b6 black circle · c6 negres rei · d6 black circle · b5 black circle · c5 white circle · d5 black circle · c4 white circle · c3 white circle · c2 blanques torre · e1 blanques rei | b7 black circle · c7 black cross · d7 black circle · b6 black circle · c6 negres rei · d6 black circle · b5 black circle · c5 white circle · d5 black circle · c4 white circle · c3 white circle · c2 blanques torre · e1 blanques rei | b7 black circle · c7 black cross · d7 black circle · b6 black circle · c6 negres rei · d6 black circle · b5 black circle · c5 white circle · d5 black circle · c4 white circle · c3 white circle · c2 blanques torre · e1 blanques rei | b7 black circle · c7 black cross · d7 black circle · b6 black circle · c6 negres rei · d6 black circle · b5 black circle · c5 white circle · d5 black circle · c4 white circle · c3 white circle · c2 blanques torre · e1 blanques rei | b7 black circle · c7 black cross · d7 black circle · b6 black circle · c6 negres rei · d6 black circle · b5 black circle · c5 white circle · d5 black circle · c4 white circle · c3 white circle · c2 blanques torre · e1 blanques rei | b7 black circle · c7 black cross · d7 black circle · b6 black circle · c6 negres rei · d6 black circle · b5 black circle · c5 white circle · d5 black circle · c4 white circle · c3 white circle · c2 blanques torre · e1 blanques rei | b7 black circle · c7 black cross · d7 black circle · b6 black circle · c6 negres rei · d6 black circle · b5 black circle · c5 white circle · d5 black circle · c4 white circle · c3 white circle · c2 blanques torre · e1 blanques rei | 2 |
| 1 | b7 black circle · c7 black cross · d7 black circle · b6 black circle · c6 negres rei · d6 black circle · b5 black circle · c5 white circle · d5 black circle · c4 white circle · c3 white circle · c2 blanques torre · e1 blanques rei | b7 black circle · c7 black cross · d7 black circle · b6 black circle · c6 negres rei · d6 black circle · b5 black circle · c5 white circle · d5 black circle · c4 white circle · c3 white circle · c2 blanques torre · e1 blanques rei | b7 black circle · c7 black cross · d7 black circle · b6 black circle · c6 negres rei · d6 black circle · b5 black circle · c5 white circle · d5 black circle · c4 white circle · c3 white circle · c2 blanques torre · e1 blanques rei | b7 black circle · c7 black cross · d7 black circle · b6 black circle · c6 negres rei · d6 black circle · b5 black circle · c5 white circle · d5 black circle · c4 white circle · c3 white circle · c2 blanques torre · e1 blanques rei | b7 black circle · c7 black cross · d7 black circle · b6 black circle · c6 negres rei · d6 black circle · b5 black circle · c5 white circle · d5 black circle · c4 white circle · c3 white circle · c2 blanques torre · e1 blanques rei | b7 black circle · c7 black cross · d7 black circle · b6 black circle · c6 negres rei · d6 black circle · b5 black circle · c5 white circle · d5 black circle · c4 white circle · c3 white circle · c2 blanques torre · e1 blanques rei | b7 black circle · c7 black cross · d7 black circle · b6 black circle · c6 negres rei · d6 black circle · b5 black circle · c5 white circle · d5 black circle · c4 white circle · c3 white circle · c2 blanques torre · e1 blanques rei | b7 black circle · c7 black cross · d7 black circle · b6 black circle · c6 negres rei · d6 black circle · b5 black circle · c5 white circle · d5 black circle · c4 white circle · c3 white circle · c2 blanques torre · e1 blanques rei | 1 |
|   | a | b | c | d | e | f | g | h |   |

En jocs com els escacs, shogi, i xiangqi, un escac (o també, un xec) és l'amenaça immediata de capturar el rei (o el general al xiangqi). Quan el rei es troba sota amenaça directa, es diu que està en escac. A la següent jugada, el jugador el rei del qual és en escac, està obligat a treure'l d'aquesta situació, si fos possible, ja que en cas contrari, la partida finalitza perquè es tractaria d'un escac i mat i el jugador perdria. L'amenaça pot ser aturada bé interposant una peça pròpia entre l'atacant i el rei, o bé capturant la peça rival que fa escac o, si no, movent el rei a una casella que no es trobi sota la influència de cap peça rival i on, per tant, no es trobi en escac. Avisar de l'"escac" al rival és opcional.

## Introducció
Un escac és la conseqüència d'un moviment que situa el rei rival sota una amenaça immediata per part d'una (o de vegades dues) peces. (En algunes variants, l'escac simultani de més de dues peces és possible). Si el bàndol que té el rei en escac no té cap moviment legal possible que permeti treure el rei d'aquesta situació, es produeix un escac i mat i la partida acaba. El jugador que rep el mat perd la partida, i el rival guanya.
No és permès pel reglament que un jugador faci una jugada que posi el seu propi rei en escac. Una jugada d'aquesta mena seria il·legal, i ha de ser retrocedida (excepte pel que fa a algunes variacions del reglament que s'apliquen als escacs ràpids). Un rei no pot fer escac directament al rei contrari per ell mateix, ja que això implicaria que el mateix rei se situaria a si mateix en escac. (Totes les altres peces sí que poden fer un escac). Un rei, això no obstant, sí que pot exposar un rei rival a un escac a la descoberta.
Tant la paraula "escac" com el mateix nom del joc, "escacs" provenen (a través de l'àrab del mot persa shāh, que significa "rei".

## Escapant de l'escac
|   | a | b | c | d | e | f | g | h |   |
| 8 | h8 negres rei · d7 blanques peó · e7 black cross · c6 blanques torre · d6 black cross · e6 blanques rei · e5 black cross · b4 blanques cavall · a2 negres alfil · f1 negres torre | h8 negres rei · d7 blanques peó · e7 black cross · c6 blanques torre · d6 black cross · e6 blanques rei · e5 black cross · b4 blanques cavall · a2 negres alfil · f1 negres torre | h8 negres rei · d7 blanques peó · e7 black cross · c6 blanques torre · d6 black cross · e6 blanques rei · e5 black cross · b4 blanques cavall · a2 negres alfil · f1 negres torre | h8 negres rei · d7 blanques peó · e7 black cross · c6 blanques torre · d6 black cross · e6 blanques rei · e5 black cross · b4 blanques cavall · a2 negres alfil · f1 negres torre | h8 negres rei · d7 blanques peó · e7 black cross · c6 blanques torre · d6 black cross · e6 blanques rei · e5 black cross · b4 blanques cavall · a2 negres alfil · f1 negres torre | h8 negres rei · d7 blanques peó · e7 black cross · c6 blanques torre · d6 black cross · e6 blanques rei · e5 black cross · b4 blanques cavall · a2 negres alfil · f1 negres torre | h8 negres rei · d7 blanques peó · e7 black cross · c6 blanques torre · d6 black cross · e6 blanques rei · e5 black cross · b4 blanques cavall · a2 negres alfil · f1 negres torre | h8 negres rei · d7 blanques peó · e7 black cross · c6 blanques torre · d6 black cross · e6 blanques rei · e5 black cross · b4 blanques cavall · a2 negres alfil · f1 negres torre | 8 |
| 7 | h8 negres rei · d7 blanques peó · e7 black cross · c6 blanques torre · d6 black cross · e6 blanques rei · e5 black cross · b4 blanques cavall · a2 negres alfil · f1 negres torre | h8 negres rei · d7 blanques peó · e7 black cross · c6 blanques torre · d6 black cross · e6 blanques rei · e5 black cross · b4 blanques cavall · a2 negres alfil · f1 negres torre | h8 negres rei · d7 blanques peó · e7 black cross · c6 blanques torre · d6 black cross · e6 blanques rei · e5 black cross · b4 blanques cavall · a2 negres alfil · f1 negres torre | h8 negres rei · d7 blanques peó · e7 black cross · c6 blanques torre · d6 black cross · e6 blanques rei · e5 black cross · b4 blanques cavall · a2 negres alfil · f1 negres torre | h8 negres rei · d7 blanques peó · e7 black cross · c6 blanques torre · d6 black cross · e6 blanques rei · e5 black cross · b4 blanques cavall · a2 negres alfil · f1 negres torre | h8 negres rei · d7 blanques peó · e7 black cross · c6 blanques torre · d6 black cross · e6 blanques rei · e5 black cross · b4 blanques cavall · a2 negres alfil · f1 negres torre | h8 negres rei · d7 blanques peó · e7 black cross · c6 blanques torre · d6 black cross · e6 blanques rei · e5 black cross · b4 blanques cavall · a2 negres alfil · f1 negres torre | h8 negres rei · d7 blanques peó · e7 black cross · c6 blanques torre · d6 black cross · e6 blanques rei · e5 black cross · b4 blanques cavall · a2 negres alfil · f1 negres torre | 7 |
| 6 | h8 negres rei · d7 blanques peó · e7 black cross · c6 blanques torre · d6 black cross · e6 blanques rei · e5 black cross · b4 blanques cavall · a2 negres alfil · f1 negres torre | h8 negres rei · d7 blanques peó · e7 black cross · c6 blanques torre · d6 black cross · e6 blanques rei · e5 black cross · b4 blanques cavall · a2 negres alfil · f1 negres torre | h8 negres rei · d7 blanques peó · e7 black cross · c6 blanques torre · d6 black cross · e6 blanques rei · e5 black cross · b4 blanques cavall · a2 negres alfil · f1 negres torre | h8 negres rei · d7 blanques peó · e7 black cross · c6 blanques torre · d6 black cross · e6 blanques rei · e5 black cross · b4 blanques cavall · a2 negres alfil · f1 negres torre | h8 negres rei · d7 blanques peó · e7 black cross · c6 blanques torre · d6 black cross · e6 blanques rei · e5 black cross · b4 blanques cavall · a2 negres alfil · f1 negres torre | h8 negres rei · d7 blanques peó · e7 black cross · c6 blanques torre · d6 black cross · e6 blanques rei · e5 black cross · b4 blanques cavall · a2 negres alfil · f1 negres torre | h8 negres rei · d7 blanques peó · e7 black cross · c6 blanques torre · d6 black cross · e6 blanques rei · e5 black cross · b4 blanques cavall · a2 negres alfil · f1 negres torre | h8 negres rei · d7 blanques peó · e7 black cross · c6 blanques torre · d6 black cross · e6 blanques rei · e5 black cross · b4 blanques cavall · a2 negres alfil · f1 negres torre | 6 |
| 5 | h8 negres rei · d7 blanques peó · e7 black cross · c6 blanques torre · d6 black cross · e6 blanques rei · e5 black cross · b4 blanques cavall · a2 negres alfil · f1 negres torre | h8 negres rei · d7 blanques peó · e7 black cross · c6 blanques torre · d6 black cross · e6 blanques rei · e5 black cross · b4 blanques cavall · a2 negres alfil · f1 negres torre | h8 negres rei · d7 blanques peó · e7 black cross · c6 blanques torre · d6 black cross · e6 blanques rei · e5 black cross · b4 blanques cavall · a2 negres alfil · f1 negres torre | h8 negres rei · d7 blanques peó · e7 black cross · c6 blanques torre · d6 black cross · e6 blanques rei · e5 black cross · b4 blanques cavall · a2 negres alfil · f1 negres torre | h8 negres rei · d7 blanques peó · e7 black cross · c6 blanques torre · d6 black cross · e6 blanques rei · e5 black cross · b4 blanques cavall · a2 negres alfil · f1 negres torre | h8 negres rei · d7 blanques peó · e7 black cross · c6 blanques torre · d6 black cross · e6 blanques rei · e5 black cross · b4 blanques cavall · a2 negres alfil · f1 negres torre | h8 negres rei · d7 blanques peó · e7 black cross · c6 blanques torre · d6 black cross · e6 blanques rei · e5 black cross · b4 blanques cavall · a2 negres alfil · f1 negres torre | h8 negres rei · d7 blanques peó · e7 black cross · c6 blanques torre · d6 black cross · e6 blanques rei · e5 black cross · b4 blanques cavall · a2 negres alfil · f1 negres torre | 5 |
| 4 | h8 negres rei · d7 blanques peó · e7 black cross · c6 blanques torre · d6 black cross · e6 blanques rei · e5 black cross · b4 blanques cavall · a2 negres alfil · f1 negres torre | h8 negres rei · d7 blanques peó · e7 black cross · c6 blanques torre · d6 black cross · e6 blanques rei · e5 black cross · b4 blanques cavall · a2 negres alfil · f1 negres torre | h8 negres rei · d7 blanques peó · e7 black cross · c6 blanques torre · d6 black cross · e6 blanques rei · e5 black cross · b4 blanques cavall · a2 negres alfil · f1 negres torre | h8 negres rei · d7 blanques peó · e7 black cross · c6 blanques torre · d6 black cross · e6 blanques rei · e5 black cross · b4 blanques cavall · a2 negres alfil · f1 negres torre | h8 negres rei · d7 blanques peó · e7 black cross · c6 blanques torre · d6 black cross · e6 blanques rei · e5 black cross · b4 blanques cavall · a2 negres alfil · f1 negres torre | h8 negres rei · d7 blanques peó · e7 black cross · c6 blanques torre · d6 black cross · e6 blanques rei · e5 black cross · b4 blanques cavall · a2 negres alfil · f1 negres torre | h8 negres rei · d7 blanques peó · e7 black cross · c6 blanques torre · d6 black cross · e6 blanques rei · e5 black cross · b4 blanques cavall · a2 negres alfil · f1 negres torre | h8 negres rei · d7 blanques peó · e7 black cross · c6 blanques torre · d6 black cross · e6 blanques rei · e5 black cross · b4 blanques cavall · a2 negres alfil · f1 negres torre | 4 |
| 3 | h8 negres rei · d7 blanques peó · e7 black cross · c6 blanques torre · d6 black cross · e6 blanques rei · e5 black cross · b4 blanques cavall · a2 negres alfil · f1 negres torre | h8 negres rei · d7 blanques peó · e7 black cross · c6 blanques torre · d6 black cross · e6 blanques rei · e5 black cross · b4 blanques cavall · a2 negres alfil · f1 negres torre | h8 negres rei · d7 blanques peó · e7 black cross · c6 blanques torre · d6 black cross · e6 blanques rei · e5 black cross · b4 blanques cavall · a2 negres alfil · f1 negres torre | h8 negres rei · d7 blanques peó · e7 black cross · c6 blanques torre · d6 black cross · e6 blanques rei · e5 black cross · b4 blanques cavall · a2 negres alfil · f1 negres torre | h8 negres rei · d7 blanques peó · e7 black cross · c6 blanques torre · d6 black cross · e6 blanques rei · e5 black cross · b4 blanques cavall · a2 negres alfil · f1 negres torre | h8 negres rei · d7 blanques peó · e7 black cross · c6 blanques torre · d6 black cross · e6 blanques rei · e5 black cross · b4 blanques cavall · a2 negres alfil · f1 negres torre | h8 negres rei · d7 blanques peó · e7 black cross · c6 blanques torre · d6 black cross · e6 blanques rei · e5 black cross · b4 blanques cavall · a2 negres alfil · f1 negres torre | h8 negres rei · d7 blanques peó · e7 black cross · c6 blanques torre · d6 black cross · e6 blanques rei · e5 black cross · b4 blanques cavall · a2 negres alfil · f1 negres torre | 3 |
| 2 | h8 negres rei · d7 blanques peó · e7 black cross · c6 blanques torre · d6 black cross · e6 blanques rei · e5 black cross · b4 blanques cavall · a2 negres alfil · f1 negres torre | h8 negres rei · d7 blanques peó · e7 black cross · c6 blanques torre · d6 black cross · e6 blanques rei · e5 black cross · b4 blanques cavall · a2 negres alfil · f1 negres torre | h8 negres rei · d7 blanques peó · e7 black cross · c6 blanques torre · d6 black cross · e6 blanques rei · e5 black cross · b4 blanques cavall · a2 negres alfil · f1 negres torre | h8 negres rei · d7 blanques peó · e7 black cross · c6 blanques torre · d6 black cross · e6 blanques rei · e5 black cross · b4 blanques cavall · a2 negres alfil · f1 negres torre | h8 negres rei · d7 blanques peó · e7 black cross · c6 blanques torre · d6 black cross · e6 blanques rei · e5 black cross · b4 blanques cavall · a2 negres alfil · f1 negres torre | h8 negres rei · d7 blanques peó · e7 black cross · c6 blanques torre · d6 black cross · e6 blanques rei · e5 black cross · b4 blanques cavall · a2 negres alfil · f1 negres torre | h8 negres rei · d7 blanques peó · e7 black cross · c6 blanques torre · d6 black cross · e6 blanques rei · e5 black cross · b4 blanques cavall · a2 negres alfil · f1 negres torre | h8 negres rei · d7 blanques peó · e7 black cross · c6 blanques torre · d6 black cross · e6 blanques rei · e5 black cross · b4 blanques cavall · a2 negres alfil · f1 negres torre | 2 |
| 1 | h8 negres rei · d7 blanques peó · e7 black cross · c6 blanques torre · d6 black cross · e6 blanques rei · e5 black cross · b4 blanques cavall · a2 negres alfil · f1 negres torre | h8 negres rei · d7 blanques peó · e7 black cross · c6 blanques torre · d6 black cross · e6 blanques rei · e5 black cross · b4 blanques cavall · a2 negres alfil · f1 negres torre | h8 negres rei · d7 blanques peó · e7 black cross · c6 blanques torre · d6 black cross · e6 blanques rei · e5 black cross · b4 blanques cavall · a2 negres alfil · f1 negres torre | h8 negres rei · d7 blanques peó · e7 black cross · c6 blanques torre · d6 black cross · e6 blanques rei · e5 black cross · b4 blanques cavall · a2 negres alfil · f1 negres torre | h8 negres rei · d7 blanques peó · e7 black cross · c6 blanques torre · d6 black cross · e6 blanques rei · e5 black cross · b4 blanques cavall · a2 negres alfil · f1 negres torre | h8 negres rei · d7 blanques peó · e7 black cross · c6 blanques torre · d6 black cross · e6 blanques rei · e5 black cross · b4 blanques cavall · a2 negres alfil · f1 negres torre | h8 negres rei · d7 blanques peó · e7 black cross · c6 blanques torre · d6 black cross · e6 blanques rei · e5 black cross · b4 blanques cavall · a2 negres alfil · f1 negres torre | h8 negres rei · d7 blanques peó · e7 black cross · c6 blanques torre · d6 black cross · e6 blanques rei · e5 black cross · b4 blanques cavall · a2 negres alfil · f1 negres torre | 1 |
|   | a | b | c | d | e | f | g | h |   |

Hi ha tres possibles maneres de treure el rei d'un escac a la següent jugada:
- Capturar la peça que fa escac, ja sigui amb el rei o amb una altra peça. Si la peça que fa escac és en una casella adjacent al rei, el rei la pot capturar sempre que no estigui defensada per una altra peça enemiga.
- Moure el rei a una casella adjacent on no estigui en escac. No està permès que el rei enroqui mentre rep un escac.
- Interferir l'escac. Això només és possible si la peça que fa escac és una dama, torre o alfil i hi ha com a mínim una casella buida en la línia entre la peça que fa escac i el rei que el rep. L'escac s'interfereix movent una peça pròpia a una casella situada entre el rei propi i la peça atacant. (La peça que fa la intercepció quedarà llavors clavada).(Polgar & Truong 2005:32,103).

A la posició del diagrama, les blanques poden escapar de l'escac de tres maneres:
1. Fent Cxa2, capturant la peça atacant
2. Movent el rei a una casella que no estigui atacada per les peces contràries (marcada amb "x"), per exemple, Rd6, Re5, o Re7.
3. Interferint l'escac, amb Tc4 o amb Cd5.

Si el rei pateix un escac doble, ha d'escapar d'ambdós escacs en la següent jugada. Com que és impossible de capturar ambdues peces atacant, o interferir les dues línies d'atac en una única jugada, només es pot escapar de l'atac doble movent-se a una casella no atacada. El rei podria, això no obstant, capturar una de les peces atacants en el procés, si aquesta peça estigués en una casella adjacent al rei i no estigués protegida per cap altra peça.
Si cap d'aquestes possibilitats es pot dur a la pràctica, llavors és escac i mat, i el jugador que el rep perd la partida.
|   | a | b | c | d | e | f | g | h |   |
| 8 | b8 negres rei · g6 negres torre · e4 negres alfil · h3 negres peó · h2 blanques peó · h1 blanques rei | b8 negres rei · g6 negres torre · e4 negres alfil · h3 negres peó · h2 blanques peó · h1 blanques rei | b8 negres rei · g6 negres torre · e4 negres alfil · h3 negres peó · h2 blanques peó · h1 blanques rei | b8 negres rei · g6 negres torre · e4 negres alfil · h3 negres peó · h2 blanques peó · h1 blanques rei | b8 negres rei · g6 negres torre · e4 negres alfil · h3 negres peó · h2 blanques peó · h1 blanques rei | b8 negres rei · g6 negres torre · e4 negres alfil · h3 negres peó · h2 blanques peó · h1 blanques rei | b8 negres rei · g6 negres torre · e4 negres alfil · h3 negres peó · h2 blanques peó · h1 blanques rei | b8 negres rei · g6 negres torre · e4 negres alfil · h3 negres peó · h2 blanques peó · h1 blanques rei | 8 |
| 7 | b8 negres rei · g6 negres torre · e4 negres alfil · h3 negres peó · h2 blanques peó · h1 blanques rei | b8 negres rei · g6 negres torre · e4 negres alfil · h3 negres peó · h2 blanques peó · h1 blanques rei | b8 negres rei · g6 negres torre · e4 negres alfil · h3 negres peó · h2 blanques peó · h1 blanques rei | b8 negres rei · g6 negres torre · e4 negres alfil · h3 negres peó · h2 blanques peó · h1 blanques rei | b8 negres rei · g6 negres torre · e4 negres alfil · h3 negres peó · h2 blanques peó · h1 blanques rei | b8 negres rei · g6 negres torre · e4 negres alfil · h3 negres peó · h2 blanques peó · h1 blanques rei | b8 negres rei · g6 negres torre · e4 negres alfil · h3 negres peó · h2 blanques peó · h1 blanques rei | b8 negres rei · g6 negres torre · e4 negres alfil · h3 negres peó · h2 blanques peó · h1 blanques rei | 7 |
| 6 | b8 negres rei · g6 negres torre · e4 negres alfil · h3 negres peó · h2 blanques peó · h1 blanques rei | b8 negres rei · g6 negres torre · e4 negres alfil · h3 negres peó · h2 blanques peó · h1 blanques rei | b8 negres rei · g6 negres torre · e4 negres alfil · h3 negres peó · h2 blanques peó · h1 blanques rei | b8 negres rei · g6 negres torre · e4 negres alfil · h3 negres peó · h2 blanques peó · h1 blanques rei | b8 negres rei · g6 negres torre · e4 negres alfil · h3 negres peó · h2 blanques peó · h1 blanques rei | b8 negres rei · g6 negres torre · e4 negres alfil · h3 negres peó · h2 blanques peó · h1 blanques rei | b8 negres rei · g6 negres torre · e4 negres alfil · h3 negres peó · h2 blanques peó · h1 blanques rei | b8 negres rei · g6 negres torre · e4 negres alfil · h3 negres peó · h2 blanques peó · h1 blanques rei | 6 |
| 5 | b8 negres rei · g6 negres torre · e4 negres alfil · h3 negres peó · h2 blanques peó · h1 blanques rei | b8 negres rei · g6 negres torre · e4 negres alfil · h3 negres peó · h2 blanques peó · h1 blanques rei | b8 negres rei · g6 negres torre · e4 negres alfil · h3 negres peó · h2 blanques peó · h1 blanques rei | b8 negres rei · g6 negres torre · e4 negres alfil · h3 negres peó · h2 blanques peó · h1 blanques rei | b8 negres rei · g6 negres torre · e4 negres alfil · h3 negres peó · h2 blanques peó · h1 blanques rei | b8 negres rei · g6 negres torre · e4 negres alfil · h3 negres peó · h2 blanques peó · h1 blanques rei | b8 negres rei · g6 negres torre · e4 negres alfil · h3 negres peó · h2 blanques peó · h1 blanques rei | b8 negres rei · g6 negres torre · e4 negres alfil · h3 negres peó · h2 blanques peó · h1 blanques rei | 5 |
| 4 | b8 negres rei · g6 negres torre · e4 negres alfil · h3 negres peó · h2 blanques peó · h1 blanques rei | b8 negres rei · g6 negres torre · e4 negres alfil · h3 negres peó · h2 blanques peó · h1 blanques rei | b8 negres rei · g6 negres torre · e4 negres alfil · h3 negres peó · h2 blanques peó · h1 blanques rei | b8 negres rei · g6 negres torre · e4 negres alfil · h3 negres peó · h2 blanques peó · h1 blanques rei | b8 negres rei · g6 negres torre · e4 negres alfil · h3 negres peó · h2 blanques peó · h1 blanques rei | b8 negres rei · g6 negres torre · e4 negres alfil · h3 negres peó · h2 blanques peó · h1 blanques rei | b8 negres rei · g6 negres torre · e4 negres alfil · h3 negres peó · h2 blanques peó · h1 blanques rei | b8 negres rei · g6 negres torre · e4 negres alfil · h3 negres peó · h2 blanques peó · h1 blanques rei | 4 |
| 3 | b8 negres rei · g6 negres torre · e4 negres alfil · h3 negres peó · h2 blanques peó · h1 blanques rei | b8 negres rei · g6 negres torre · e4 negres alfil · h3 negres peó · h2 blanques peó · h1 blanques rei | b8 negres rei · g6 negres torre · e4 negres alfil · h3 negres peó · h2 blanques peó · h1 blanques rei | b8 negres rei · g6 negres torre · e4 negres alfil · h3 negres peó · h2 blanques peó · h1 blanques rei | b8 negres rei · g6 negres torre · e4 negres alfil · h3 negres peó · h2 blanques peó · h1 blanques rei | b8 negres rei · g6 negres torre · e4 negres alfil · h3 negres peó · h2 blanques peó · h1 blanques rei | b8 negres rei · g6 negres torre · e4 negres alfil · h3 negres peó · h2 blanques peó · h1 blanques rei | b8 negres rei · g6 negres torre · e4 negres alfil · h3 negres peó · h2 blanques peó · h1 blanques rei | 3 |
| 2 | b8 negres rei · g6 negres torre · e4 negres alfil · h3 negres peó · h2 blanques peó · h1 blanques rei | b8 negres rei · g6 negres torre · e4 negres alfil · h3 negres peó · h2 blanques peó · h1 blanques rei | b8 negres rei · g6 negres torre · e4 negres alfil · h3 negres peó · h2 blanques peó · h1 blanques rei | b8 negres rei · g6 negres torre · e4 negres alfil · h3 negres peó · h2 blanques peó · h1 blanques rei | b8 negres rei · g6 negres torre · e4 negres alfil · h3 negres peó · h2 blanques peó · h1 blanques rei | b8 negres rei · g6 negres torre · e4 negres alfil · h3 negres peó · h2 blanques peó · h1 blanques rei | b8 negres rei · g6 negres torre · e4 negres alfil · h3 negres peó · h2 blanques peó · h1 blanques rei | b8 negres rei · g6 negres torre · e4 negres alfil · h3 negres peó · h2 blanques peó · h1 blanques rei | 2 |
| 1 | b8 negres rei · g6 negres torre · e4 negres alfil · h3 negres peó · h2 blanques peó · h1 blanques rei | b8 negres rei · g6 negres torre · e4 negres alfil · h3 negres peó · h2 blanques peó · h1 blanques rei | b8 negres rei · g6 negres torre · e4 negres alfil · h3 negres peó · h2 blanques peó · h1 blanques rei | b8 negres rei · g6 negres torre · e4 negres alfil · h3 negres peó · h2 blanques peó · h1 blanques rei | b8 negres rei · g6 negres torre · e4 negres alfil · h3 negres peó · h2 blanques peó · h1 blanques rei | b8 negres rei · g6 negres torre · e4 negres alfil · h3 negres peó · h2 blanques peó · h1 blanques rei | b8 negres rei · g6 negres torre · e4 negres alfil · h3 negres peó · h2 blanques peó · h1 blanques rei | b8 negres rei · g6 negres torre · e4 negres alfil · h3 negres peó · h2 blanques peó · h1 blanques rei | 1 |
|   | a | b | c | d | e | f | g | h |   |

## Tipus d'escac
El més simple, i més comú tipus d'escac es produeix quan una peça es mou per amenaçar directament i per ella mateixa el rei contrari. De vedades l'escac és part d'un tema tàctic com ara una forquilla, o una enfilada. En alguns casos, l'escac pot ser usat per defensar-se davant aquests temes tàctics.
Hi ha també d'altres menes d'escac més especials:
- Escac a la descoberta - Un escac a la descoberta és similar a qualsevol altre tipus d'atac a la descoberta, llevat pel fet que la peça amenaçada és precisament el rei contrari En un escac a la descoberta, una peça s'aparta de la línia d'atac d'una segona peça de manera que aquesta segona (que pot ser una dama, torre, o alfil) quedi llavors fent escac al rei rival. La peça que es mou per fer la descoberta pot ser qualsevol. La jugada pot ser un tema tàctic per ella mateixa, ja que la peça moguda podria atacar o crear alguna amenaça contra altres peces del bàndol rival. L'oponent ha d'atendre necessàriament l'escac a la següent jugada, de manera que no tindrà oportunitat d'atendre la segona amenaça generada per la peça moguda.
- Escac doble - L'escac doble es produeix quan dues peces fan escac al rei rival en la mateixa jugada. Això passa quan la peça moguda ataca el rei, i una segona peça també ho fa degut a la descoberta generada en la mateixa jugada. També pot passar, tot i que és molt poc freqüent, quan una captura al pas obre simultàniament dues línies d'atac. en notació algebraica, un escac doble és de vegades anotat amb "++" després del moviment apuntat, en lloc del simple "+" (que significa escac), tot i que cal tenir en compte que "++" s'usa més sovint per indicar escac i mat (quan la partida està escrita en suport electrònic, s'empra més sovint el símbol "#" per indicar escac i mat).[2]
- Escac creuat - Quan un escac és contestat amb una jugada que és escac pel rei contrari, i particularment quan el segon escac és generat per una peça que bloqueja el primer, parlem d'escac creuat (cross-check en anglès, llengua en què el terme és més emprat). També seria possible que la jugada que respongués un escac fos, per al bàndol rival, escac i mat. L'escac creuat és quelcom molt poc freqüent en partida viva, però és un tema molt popular en problemes d'escacs.

## Avís de l'escac i notació
En partides amistoses, el jugador que fa l'escac habitualment diu "escac" o bé "xec" en fer la jugada. L'avís no és necessari segons les regles dels escacs i no se sol fer en partides formals o de competició. Fins a començaments del segle xx els jugadors sí que donaven per suposat que el rival els avisaria d'un xec, i algunes fonts de les normes, fins i tot obligaven a fer-ho (Hooper & Whyld 1992:74).
Antigament (actualment ja no es produeix pràcticament mai), se solia fer servir l'advertència garde (en guàrdia), quan un jugador atacava directament la dama rival. Aquest costum va ser abandonat majoritàriament al segle xix (Hooper & Whyld 1992:74). El mateix moviment pot ser alhora xec i garde. Abans que la dama adquirís el seu moviment actual (al voltant de 1495) la torre era la peça més poderosa. En aquell temps el terme escac a la torre va ser utilitzat quan una jugada atacava el rei i una torre alhora (Hooper & Whyld 1992:75).
En notació algebraica, un moviment de xec es registra com qualsevol altre moviment, excepte pel fet que normalment s'escriu un "+" després de l'anotació de la jugada.

## L'escac en la tàctica i l'estratègia
De vegades, fer un xec no genera cap benefici, sinó que, al contrari, atorga al rival un temps (o oportunitat extra de fer un moviment útil) per moure el seu rei a una posició més segura (Hooper & Whyld 1992:437). Per exemple, 1. e4 e6 2. d4 Bb4+? no genera cap benefici a les negres, sinó que simplement perd un temps després de 3. c3!
Un escac fet amb l'única intenció d'endarrerir una derrota inevitable una jugada més és considerat, d'alguna manera, antiesportiu (Eade 2005:65).
De tota manera, en moltes ocasions, el xec pot ser una tàctica molt útil, o part d'una seqüència tàctica, ja sigui en atac o en defensa. Els xecs són emprats sovint en combinació amb altres tàctiques, o simplement, per forçar el rival a arribar a una posició on el rei pot rebre escac i mat, o que sigui d'alguna altra manera desavantatjosa pel rival. Alguns atacs impliquen nombrosos xecs per forçar el rival a arribar a una posició perdedora, especialment quan el rei és exposat a l'acció de diverses peces contràries. Un escac no esperat en una combinació forçada, o un escac creuat passat per alt en una sèrie de xecs planificada pot generar una mena de zwischenzug, avortant el pla.
Alguns usos del xec:
- La repetició continuada de xecs, per evitar perdre la partida, i forçar unes taules per escac continu)
- La forquilla reial (forquilla feta per un cavall a un rei i una dama) o d'altres menes de forquilles que afectin el rei.
- Xecs per forçar un canvi.
- Un escac doble pot ser especialment dolent per l'oponent, ja que redueix molt les seves opcions d'escapar de l'escac: molt sovint un escac doble condueix a l'escac i mat, o a grans pèrdues de material.
- Un xec pot forçar un rei a moure's, de manera que no pugui enrocar posteriorment.
- Moure una peça per fer escac pot de vegades obrir una línia d'atac contra una segona peça, de manera que el rival, que pot escapar de l'escac, no pugui evitar la segona amenaça, consistent en capturar l'altra peça amenaçada (atac a la descoberta).
- De manera similar, la peça moguda per generar un atac a la descoberta, pot atacar una segona peça enemiga, cosa que duu al mateix escenari esmentat.
- El rei pot també, essent forçat a moure's per escapar d'un escac, permetre la peça que fa l'escac capturar una altra peça (en una enfilada absoluta).
- Un escac pot també obligar una peça a ser feta servir com a interferidora, de manera que aquesta peça quedi en una clavada absoluta.
- Un escac pot desviar el rei de la seva funció de protecció d'una altra peça (particularment en un final, per capturar els peons rivals).

## Història
En les etapes originàries del joc dels escacs (vers 500-700), el rei podia ser capturat, cosa que finalitzava el joc. Els perses (ca. 700-800) va introduir la idea d'avisar que el rei estava sota atac (avisar xec en la terminologia moderna). Això es va fer per evitar la finalització massa primerenca i accidental d'una partida. Més tard els perses va afegir la regla més que un rei no pot moure's a una casella on estigui en escac, ni es pot deixar d'atendre un escac en contra. Com a resultat, el rei no pot ser mai capturat (Davidson 1949:22).